# Bam Neely
Pour les articles homonymes, voir Neely.
Justin Bruce Rocheleau, plus connu sous le nom de Bam Neely (né le 18 juin 1975 au Minnesota aux États-Unis), est un lutteur professionnel ayant travaillé à la World Wrestling Entertainment dans la division ECW en tant que garde du corps du catcheur Chavo Guerrero.

## Carrière

### World Wrestling Entertainment

#### Extreme Championship Wrestling (2008-2009)
Le 26 juillet 2008 il fait sa première apparition en tant que garde du corps de Chavo Guerrero et fait un match par équipe avec ce dernier contre Evan Bourne et son partenaire Ricky Ortiz match qu'il perdra.
Il fait partie de La Familia avec Chavo Guerrero, Vickie Guerrero, Edge, Curt Hawkins et Zack Ryder.
Le 9 janvier 2009, la WWE met fin à son contrat, en même temps que Val Venis et D'Lo Brown.
À la suite de cela Bam Neely met en recul sa carrière.

## Palmarès et accomplissements
- Ohio Valley Wrestling
  - 1 fois OVW Southern Tag Team Championship avec Charles Evans[4]

- Pro Wrestling Illustrated
  - 296e du top 500 en 2008[5]